# Rhachidosoraceae
Famille
Genres de rang inférieur
La famille des Rhachidosoracées ou Rhachidosoraceae est une petite famille de fougères appartenant à l'ordre des Polypodiales dans la classe des Polypodiopsida. Cette famille est principalement reconnue pour inclure des fougères terrestres trouvées dans des habitats tropicaux et subtropicaux, particulièrement en Asie de l'Est et du Sud-Est. Les Rhachidosoraceae ont été définies sur la base d'études phylogénétiques récentes, qui ont permis de mieux comprendre les relations évolutives au sein des fougères.

## Taxonomie

### Historique
Les Rhachidosoracées ont été décrites pour la première fois en tant que famille distincte par le botaniste X.C Zhang en 2011, à partir d'analyses phylogénétiques basées sur des données moléculaires. Auparavant, les genres inclus dans cette famille étaient généralement placés au sein des Thelypteridacées ou des Dryopteridacées. Cependant, les études moléculaires basées sur l'ADN chloroplastique ont confirmé que les Rhachidosoracées forment un groupe monophylétique distinct au sein des Polypodiales. Ces analyses ont montré que cette famille est proche des Thelypteridaceae et des Dryopteridaceae, mais suffisamment divergente pour justifier une classification séparée.

### Morphologie
Les membres des Rhachidosoracées sont principalement des fougères terrestres, reconnaissables à leurs frondes pennées ou bipennées et à leurs sores (amas de sporanges) souvent protégés par des indusies. Les nervures des feuilles sont typiquement libres, et les spores produites sont de forme réniforme. Ces caractéristiques morphologiques sont souvent utilisées pour distinguer cette famille des autres groupes de fougères proches.

### Genre
La famille des Rhachidosoracées est représentée par un seul genre, Rhachidosorus, qui compte environ sept espèces. Le genre Aleuritopteris est parfois inclus, mais est sujet à controverses taxonomique.

## Répartition et habitat
Les Rhachidosoracées sont principalement présentes dans les régions tropicales et subtropicales, notamment en Asie de l'Est et du Sud-Est. Ces fougères se développent principalement dans des forêts humides et ombragées, où elles favorisent des sols riches en matière organique et maintiennent un niveau élevé d'humidité. Les espèces de cette famille se rencontrent à différentes altitudes, allant des zones basses aux hauteurs plus élevées des montagnes, en fonction des conditions environnementales spécifiques à chaque espèce. Cette répartition est influencée par des facteurs climatiques tels que la température, les précipitations et l'humidité, qui sont cruciaux pour leur croissance et leur survie.

## Annexe